# Saint-Sulpice-des-Landes (Ille i Vilaine)
Saint-Sulpice-des-Landes (en bretó Sant-Suleg-al-Lann) és un municipi francès, situat a la regió de Bretanya, al departament d'Ille i Vilaine. L'any 2006 tenia 715 habitants.

## Demografia
| 1962                                       | 1968 | 1975 | 1982 | 1990 | 1999 |
| ------------------------------------------ | ---- | ---- | ---- | ---- | ---- |
| 620                                        | 643  | 608  | 603  | 599  | 562  |
| Des de 1962: població sense dobles comptes |      |      |      |      |      |

## Administració
| Període | Identitat      | Partit |
| ------- | -------------- | ------ |
| 2001-   | Serge Legendre |        |